# Yponomeuta gigas
Espèce
Yponomeuta gigas est le nom scientifique de l'un des nombreux petits papillons de nuit de la famille des Yponomeutidae à chenilles « fileuses », appartenant au groupe des teignes.

Il ne mesure qu'un cm environ et son envergure ne dépasse pas 28 mm.

Sa chenille ne se développe que sur des Peupliers (Populus sp.) et notamment sur le peuplier blanc de Hollande (Populus alba), ainsi que, selon certains auteurs, sur les saules (Salix sp.).
Les arbres défoliés (parfois en totalité) au printemps (en avril-mai) se régénèrent la plupart du temps rapidement, avec apparition de nouvelles feuilles (dès mai-début juin en Europe de l'Ouest, et un feuillage presque entièrement reconstitué en juin).
Les chenilles « fileuses » de cette espèce, comme celle de tous les Yponomeuta, sont grégaires et aisément repérables au fait qu'elles tissent des toiles de soie qui constituent un nid collectif et où s'accumulent leurs excréments. Leurs toiles peuvent presque entièrement recouvrir l'arbre qui est infesté.
Les oiseaux ne semblent pas attaquer les espèces de ce genre (toxicité ? effet de la toile ?).

## Description

### Aspect général
L'adulte présente des ailes blanches ponctuées de noir (cette espèce fait pour cette raison partie d'un groupe que les anglophones appellent « mites-hermines »). Ses ailes antérieures sont blanches mouchetées de points noirs, les postérieures sont grisâtres et nettement frangées.
La chenille est jaune paille au premier stade, ornée de points noirs sur les flancs.
Au terme de son développement, elle mesure de 18 à 20 mm de longueur et possède une tête noire.
Le corps est garni de poils si fins qu'ils sont invisibles à l'œil nu.

### Espèces similaires
- Yponomeuta cagnagella (Hübner 1813) ; espèce-hôte : fusain d'Europe ou parfois Bourdaine (Frangula alnus) ou Prunellier (Prunus spinosa)
- Yponomeuta plumbellus (Denis & Shiffermüller 1775) ou Hyponomeute du fusain ou Hyponomeute plombée qui est une espèce proche, à la biologie assez semblable, mais qui se distingue par 3 rangées de points noirs et une grosse macule (tache noire) dans le tiers basal de l'aile antérieure
- Yponomeuta irrorellus (Hübner 1796), qui se distingue par une très grosse macule au milieu de l'aile
- Yponomeuta malinella qui est une espèce proche, à la biologie assez semblable
- Yponomeuta evonymella[1] (Linnaeus 1758) ou « Yponomeute du putiet » dont les chenilles caractérisées par 5 rangées de points noirs se développent souvent sur le merisier à grappes ou plus rarement sur d'autres espèces de Prunus qu'elles tapissent d'un épais voile soyeux blanchâtre
- Yponomeuta padella (Linnaeus 1758) ou  « Hyponomeute du cerisier » dont les chenilles se développent sur prunellier (Prunus spinosa), l'aubépine (Crataegus monogyna) et le sorbier des oiseleurs (Sorbus aucuparia). Les nids de toile de padella sont translucides et moins voyants que ceux d'evonymella[2]
- Yponomeuta rorrella (Hübner 1796) qui vit sur le saule (blanc ou gris), et qui est caractérisé par une petite tache noire en bout d'aile
- Yponomeuta malinellus (Zeller 1838) ou « hyponomeute du pommier » ou « teigne du pommier » sur pommier ou prunier, aux cils terminaux légèrement gris
- Yponomeuta sedella (Treitschke, 1832) : « Hyponomeute de l'Orpin » à la couleur crème clair et sans points aux extrémités des ailes.

La chenille ne doit pas non plus être confondue avec celle de la petite tortue qui est également grégaire après être sortie de l'œuf et dont les couleurs peuvent évoquer celles d'espèces d'Yponomeuta.
L'imago ne peut être distingué à l'œil nu de celui de certaines autres espèces de ce genre, autrement que par l'observation des genitalia (voir aussi : planche de photo en microscopie, accessible via les liens externes en bas de cette page).

## Cycle de vie
Les œufs, très petits sont pondus par la femelle en automne sur des rameaux et branches. La femelle les recouvre d'une sécrétion collante qui les rend difficiles à distinguer. Les œufs éclosent en libérant une minuscule chenille. Les chenilles se rassemblent et au fur et à mesure qu'elles grandissent, tissent des toiles qui peuvent finir par englober tout un arbre et l'environnement périphérique (herbes, buissons voisins ou objets artificiels proches). Les toiles, assez solides, jouent le rôle d'un nid collectif.
La larve forme ensuite une pupe ou chrysalide. Les adultes (imago) commencent à apparaître début juillet.
Ils restent visibles jusqu'au mois d'août.
Une seule génération est produite par an.

## Aire de répartition
L'aire connue de ce papillon correspond à celle de l'Europe.

## Espèce invasive?
Les phénomènes invasifs sont rares et très localisés. Ils se déroulent sur deux ans. La première année, une partie des buissons est touchée, et l'année suivante, au printemps, les mêmes buissons peuvent être totalement défoliés, ou une haie peut être entourée de toiles sur plusieurs mètres de longueur

## Lutte biologique
Elle consiste à encourager les prédateurs ou parasitoïdes de cette espèce.

Ageniaspis fuscicollis a par exemple été importé dans les années 1980 pour contrôler ces espèces.
En Europe, il existe plusieurs parasitoïdes parasitant ces espèces, des hyménoptères (petites guêpes), mais aussi des diptères (mouches). Dans les systèmes où la biodiversité est conservée, les phénomènes locaux d'invasion de ce type s'éteignent généralement d'eux-mêmes après deux ans.